# Indywidualne Mistrzostwa Wielkiej Brytanii na Żużlu 1987
Indywidualne mistrzostwa Wielkiej Brytanii na żużlu – cykl turniejów żużlowych mających wyłonić najlepszych żużlowców brytyjskich w 1987 roku. Tytuł wywalczył Kelvin Tatum z Coventry Bees. 

## Finał
- 31 maja 1987 r. (niedziela),  Coventry

| Msc. | Zawodnik         | Klub                   | Pkt   |             |  |
| ---- | ---------------- | ---------------------- | ----- | ----------- |  |
| 1    | Kelvin Tatum     | Coventry Bees          | 13    | (3,3,2,3,2) |  |
| 2    | Neil Evitts      | Bradford Dukes         | 11    | (3,1,2,2,3) |  |
| 3    | Simon Wigg       | Hackney Kestrels       | 10 +3 | (3,2,3,1,1) |  |
| 4    | Marvyn Cox       | Oxford Cheetahs        | 10 +2 | (2,2,2,1,3) |  |
| 5    | Jeremy Doncaster | Ipswich Witches        | 9     | (0,3,3,3,0) |  |
| 6    | Paul Thorp       | Belle Vue Aces         | 9     | (u,3,w,3,3) |  |
| 7    | Andrew Silver    |                        | 9     | (1,2,1,2,3) |  |
| 8    | Simon Cross      | Cradley Heath Heathens | 8     | (3,3,1,w,1) |  |
| 9    | Chris Morton     | Belle Vue Aces         | 8     | (1,1,2,2,2) |  |
| 10   | John Davis       |                        | 7     | (0,1,3,3,0) |  |
| 11   | Andy Grahame     | Oxford Cheetahs        | 6     | (2,0,3,0,1) |  |
| 12   | Gary Havelock    | Bradford Dukes         | 6     | (2,0,1,1,2) |  |
| 13   | Andy Smith       | Belle Vue Aces         | 5     | (2,2,1,0,u) |  |
| 14   | Peter Carr       |                        | 4     | (1,0,0,2,1) |  |
| 15   | Alun Rossiter    | Swindon Robins         | 3     | (1,1,0,1,0) |  |
| 16   | Neil Collins     | Sheffield Tigers       | 2     | (0,0,0,0,2) |  |